# Княжий ринок (футзальний клуб)
Міні-футбольний клуб «Княжий ринок» Львів — український футзальний клуб з міста Львів, що виступав у другій лізі чемпіонату України.

## Історія
2009 року на базі підприємства ТзОВ «Біля Універмагу» у Львові була створена футзальна команда «Княжий Ринок». Завдяки старанним тренування у своєму першому сезоні команда одразу заявилась у Вищу лігу чемпіонату Львівщини з футзалу. Тоді команда складалася переважно з молодих гравців і посіла у своїй групі 5-те місце з 8 команд, а в загальній таблиці зайняла 10-те місце з 16 команд.
У наступному сезоні головним тренером команди було призначено досвідченого Юрія Цибика, який вивів команду на якісно новій рівень. Новому тренеру вдалося зібрати у команді багато сильних гравців, які не так давно виступали у командах, що представляли Львів у Вищій лізі чемпіонату України: «Тайм», «Кардинал», ТВД. Завдяки цьому «Княжий ринок» здобув ряд перемог. У сезоні 2010/2011 команда виграла чемпіонат Львівщини, а також стала срібним призером Кубка Львівщини, поступившись у фіналі «Імперії» (Червоноград) по пенальті.
У сезоні 2012/2013 команда виграла Вищу аматорську лігу Львівщини, Кубок аматорської ліги Львівщини, Кубок Юрія Путаса, а також Umbro лігу Львова, де у фінальному матчі був переможений «Львів Сіті» з рахунком 2:0.
У сезоні 2013/2014 «Княжий ринок» в усіх місцевих турнірах залишився другим. Кубок Electron Open був програний у фіналі команді «Львівгаз», а в чемпіонаті і Кубку Львівщини попереду «Княжого Ринку» опинився «СБ Груп». Комана успішно представила Львів на всеукраїнській арені здобувши срібні нагороди аматорської футзальної ліги України, де у фіналі поступилася київському «ХІТу» 0:1. В цьому сезоні «Княжий ринок» також дебютував у Кубку України, але одразу вилетів, поступившись «Надії» (с. Хорів) у першому попередньому раунді.
Сезон 2014/2015 почався зі зміни тренера - на місце Юрія Цибика було призначено Євгенія Москвіна. Основу команди склали гравці, які вже не один рік виступали у її складі, а також молоді виконавці, що виступали за другу команду, яка у минулому сезоні виграли зимову аматорську першу лігу, а також здобула срібні нагороди літньої аматорської ліги. У цьому сезоні команда перемогла у чемпіонаті Львівської області і гранд-лізі Львова (літо 2015), а також вдало виступила у Кубку України, де пройшла в 1/16 фіналу «Візу-Вторму», в 1/8 фіналу СумДУ, але в 1/4 фіналу поступилася ЛТК. У сезоні 2015/2016 «Княжий ринок» виграв гранд-лігу Львівської області і вдруге поспіль тріумфував у літній гранд-лізі Львова.
У сезоні 2016/2017 команда успішно виступила у другій лізі чемпіонату України. Львів'яни посіли друге місце у групі 1 слідом за «Візою-Втормою» (Івано-Франківськ), після цього у раунді плей-оф пройшли такі команди як ФК Дунаївці, «Солтекс» (Черкаси) і «М'ясну традицію» (Дніпро). У фіналі «Княжий ринок» поступився «Катеринославхлібу» з Дніпра 0:6. У Кубку України «княжичі» вирішили не брати участь через те що багато гравців команди було задіяно у футбольних змаганнях, а це б завадило нормальній підготовці до кубкових матчів. Після завершення сезону команда перемогла у чемпіонаті Львову і припинила своє існування.

## Головні тренери клубу
| - Юрій Цибик (2010—2014) - Євгеній Москвін (2014—2017) |

## Статистика

### Виступи в чемпіонатах України
| Сезон   | Ліга  | Місце | І  | В | Н | П | ГЗ | ГП | М  | Примітки |
| ------- | ----- | ----- | -- | - | - | - | -- | -- | -- | -------- |
| 2016–17 | Друга | 2     | 12 | 8 | 0 | 4 | 40 | 20 | 24 | Зняття   |
Примітка. Один з матчів не відбувся через неявку суперника і «Княжому ринку» було присуджено технічну перемогу з рахунком 5:0. Ці показники враховано у таблиці.

### Виступи у Кубку України
| Сезон   | Досягнення              | І | В | Н | П | РМ    |
| ------- | ----------------------- | - | - | - | - | ----- |
| 2013–14 | Перший попередній раунд | 1 | 0 | 0 | 1 | 2-3   |
| 2014–15 | 1/4 фіналу              | 4 | 2 | 1 | 1 | 10-10 |
| Загалом | Загалом                 | 5 | 2 | 1 | 2 | 12-13 |

## Досягнення
Срібний призер другої ліги України: 2016/2017

 Срібний призер аматорської футзальної ліги України: 2013/2014

- Чемпіон Львівщини: 2010/2011
- Чемпіон Аматорської ліги Львівщини: 2012/2013
- Чемпіон Umbro ліги Львова: 2012/2013
- Переможець Кубка аматорської ліги Львівщини: 2012/2013
- Володар Кубка Юрія Путаса: 2012/2013
- Фіналіст Кубка Львівщини (2): 2010/2011, 2013/2014
- Срібний призер чемпіонату Львівщини: 2013/2014
- Фіналіст кубка Electron Open: 2013/2014
- Чемпіон Львівської області: 2014/2015
- Чемпіон Гранд-ліги Львова (2): 2015 (літо), 2016 (літо)
- Чемпіон Гранд-ліги футзалу Львівської області: 2015/2016
- Чемпіон Львова: 2017

## Склад
У сезоні 2016/17
| Гравець           | Позиція  | Національність |
| ----------------- | -------- | -------------- |
| Ярослав Морикишка | Воротар  | Україна        |
| Ігор Стасюк       | Воротар  | Україна        |
| Григорій Гриншпун | Польовий | Україна        |
| Назар Фурда       | Польовий | Україна        |
| Олександр Дудаш   | Польовий | Україна        |
| Василь Скрильов   | Польовий | Україна        |
| Роман Пштир       | Польовий | Україна        |
| Олег Ковалишин    | Польовий | Україна        |
| Назар Яцишин      | Польовий | Україна        |
| Тарас Мацик       | Польовий | Україна        |
| Назар Тузяк       | Польовий | Україна        |
| Володимир Лаба    | Польовий | Україна        |
| Микита Татарченко | Польовий | Україна        |
| Євгеній Москвін   | Польовий | Україна        |
| Юрій Когут        | Польовий | Україна        |
| Павло Миколюк     | Польовий | Україна        |
| Юрій Цибик        | Польовий | Україна        |